# Caspar Schwenckfeld
Pour les articles homonymes, voir Caspar Schwenckfeld von Ossig.
Caspar Schwenckfeld, né en 1563 à Greiffenbourg en Silésie et mort en 1609, est un médecin pratiquant à Hirschberg qui publie plusieurs livres d'histoire naturelle.

## Biographie
Il publie à Liegnitz en 1603, Theriotropheum Silesiae, une faune générale de la Silésie, la première faune régionale d'Europe. Il s’inspire largement des œuvres de Conrad Gessner (1516-1565) et d’Ulisse Aldrovandi (1522-1605), parfois sans jugement critique sur les erreurs commises par ces deux auteurs.
Le quatrième volume est consacré aux oiseaux qu'il présente suivant un ordre alphabétique et en latin. Ses descriptions, assez courtes, sont cependant suffisamment bonnes pour permettre leur identification. On trouve également un court lexique des termes morphologiques utilisés à l'époque. Il s'appuie sur les œuvres de Conrad Gessner et de Ulisse Aldrovandi.